# Storia dei Paladini di Francia
Pour les articles homonymes, voir Paladin (homonymie).
Storia dei Paladini di Francia (« Histoire des paladins de France ») est un roman chevaleresque écrit par Giusto Lo Dico (ou Lodico) entre 1858 et 1860, auquel Giuseppe Leggio, éditeur à Palerme, a ajouté des épisodes pour la réimpression de l'ouvrage en 1895 et 1902.
Le titre complet des premières éditions de l'œuvre est Storia dei paladini di Francia cominciando da Milone conte d'Anglante fino alla morte di Rinaldo (« Histoire des paladins de France commençant avec Milone comte d'Anglante et finissant avec la mort de Renaud »). Le roman s'inspire des épisodes de la Matière de France et les organise chronologiquement. Ce livre est la principale source des représentations de l'Opera dei Pupi, le théâtre de marionnettes sicilien.

## Biographie de l'auteur
On sait peu de choses sur Giusto Lo Dico, né et mort à Palerme (1826-1906). Il avait étudié pour enseigner à l'école primaire mais n'avait pas obtenu de diplôme, et était un modeste répétiteur à Palerme et Alia. Pourtant, il tient une place importante dans la culture sicilienne en raison de la publication de la Storia dei Paladini di Francia, texte fondamental des conteurs et des marionnettistes siciliens du XIXe au XXIe siècle. Une rue de Palerme porte son nom.

## Sources d'inspiration
L'histoire publiée par Lo Dico utilise des sources diverses. Dans son introduction, il explique qu'il s'est inspiré de plusieurs œuvres : le cycle carolingien (ou Matière de France), en particulier la Chanson de Roland, et des textes en dialecte italien ou en toscan.
Les thèmes du cycle carolingien étaient connus, ayant déjà été repris par des auteurs italiens quelques siècles auparavant. Au XVe siècle, Andrea da Barberino avait publié I reali di Francia, et Aspromonte (adaptation de la chanson de geste Aspremont). Parmi les sources du XVIe siècle figurent Orlando furioso de L'Arioste (1532), Angelica innamorata de Vincenzo Brusantino (1550) et le poème Rinaldo (1562) du Tasse.

## Premières éditions

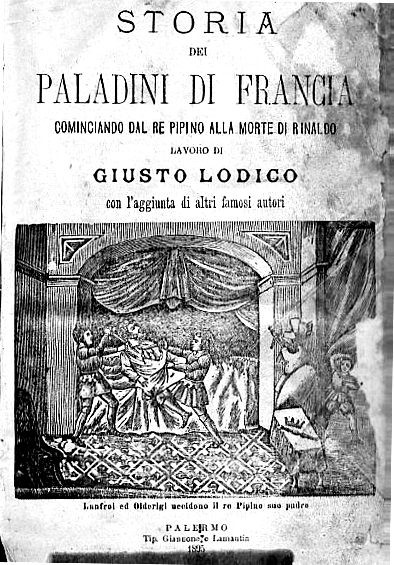
Frontispice de l'édition de 1895.

Au XIXe siècle, les histoires de Charlemagne et de ses chevaliers étaient connues en Sicile. Elles circulaient sous forme de fascicules vendus par des colporteurs dans les rues des villes et villages de Sicile. Leur popularité était telle que ces petits livrets étaient utilisés pour apprendre à lire. « Un homme providentiel, qui connaissait toutes les histoires et avait lu tous les auteurs, se désolant de la difficulté de se procurer ces petits livres, décida d'écrire une compilation des histoires des paladins. »
Les premières histoires furent publiées en 1858 et le succès fut immédiat. Dès les premières heures, les gens de toutes les classes sociales se pressaient chez l'éditeur pour acheter les nouveaux fascicules, populaires aussi bien dans les villes que dans les campagnes. Trois éditions suivirent jusqu'en 1862. En 1895, une édition de fascicules reliés fut publiée à Palerme sous le titre Storia dei paladini di Francia cominciando dal re Pipino alla morte di Rinaldo. Elle comptait plus de 650 pages divisées en 72 chapitres. Les éditions sous forme de livre n'indiquaient qu'un seul auteur, Giusto Lo Dico. Mais celui-ci, à l'âge de 80 ans, s'était laissé convaincre par Piazza, éditeur à Palerme, de donner l'autorisation d'annoter et modifier son texte. Ce travail a été fait par Giuseppe Leggio et les éditions successives mentionnent les deux noms.

## Contenu de l’œuvre
Les épisodes venus de diverses sources sont organisés de façon chronologique et des récits n'appartenant pas au thème général des paladins ont été ajoutés, si bien que dans sa version finale, la Storia dei paladini va des conquêtes d'Alexandre le Grand aux Croisades. Par exemple, le volume IV comprend l'histoire du siège de Troie.
Les personnages sont quelquefois modifiés, leurs contradictions effacées, et de nouveaux personnages apparaissent.
De plus, Lo Dico précise dans son introduction qu'en plus de la narration, un de ses but est également l'éducation morale des lecteurs, et le récit est parsemé de maximes morales.

## Postérité
Le succès durable de l’œuvre n'est pas dû à sa qualité littéraire. Pitrè notait qu'il était immédiatement évident que Lo Dico n'avait rien d'un écrivain. Son succès et sa place dans la culture sicilienne sont dus au fait que les conteurs et marionnettistes siciliens l'adoptèrent comme texte de référence pour leurs représentations, au point qu'on désigne cette œuvre comme « u libru » (en sicilien : « le livre ») ou « la bibbia » (« la bible ») de ces artistes siciliens. Des copies sont gardées à portée de main dans les coulisses des théâtres de marionnettes. Elles sont utilisées comme canevas de récit à partir duquel les artistes improvisent.
Les épisodes les plus populaires sont ceux du cycle carolingien : la bataille de Roncevaux et les batailles contre les Sarrasins.
Les personnages les plus populaires viennent soit de la Chanson de Roland (Charlemagne, Roland, Renaud de Montauban et Ganelon), soit des textes de Boiardo ou de l'Arioste : Angélique (it), le personnage féminin le plus célèbre, dont Renaud et Roland sont amoureux.

Principaux personnages de la Storia dei Paladini di Francia (marionnettes)
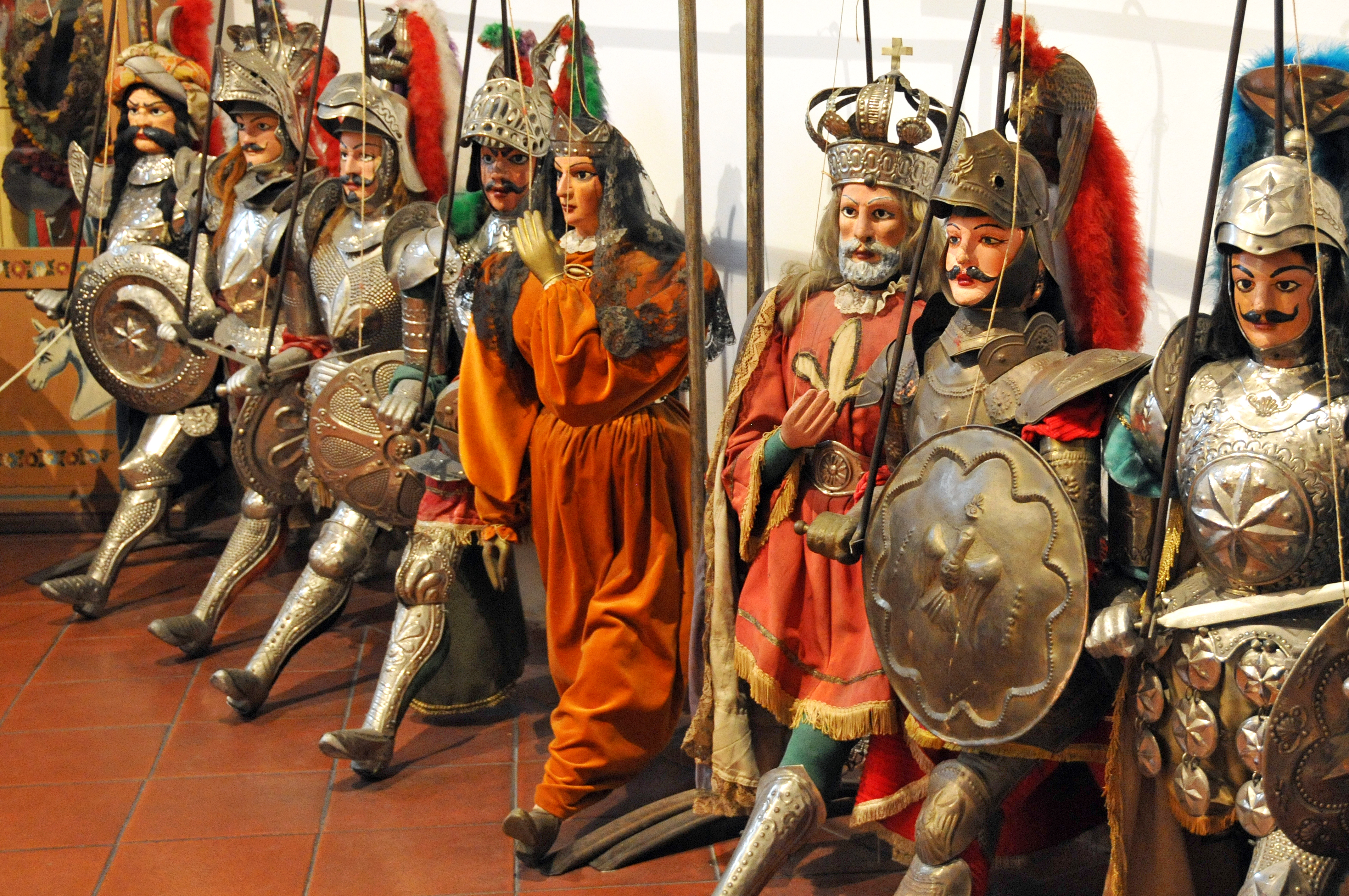
Les principaux personnages.
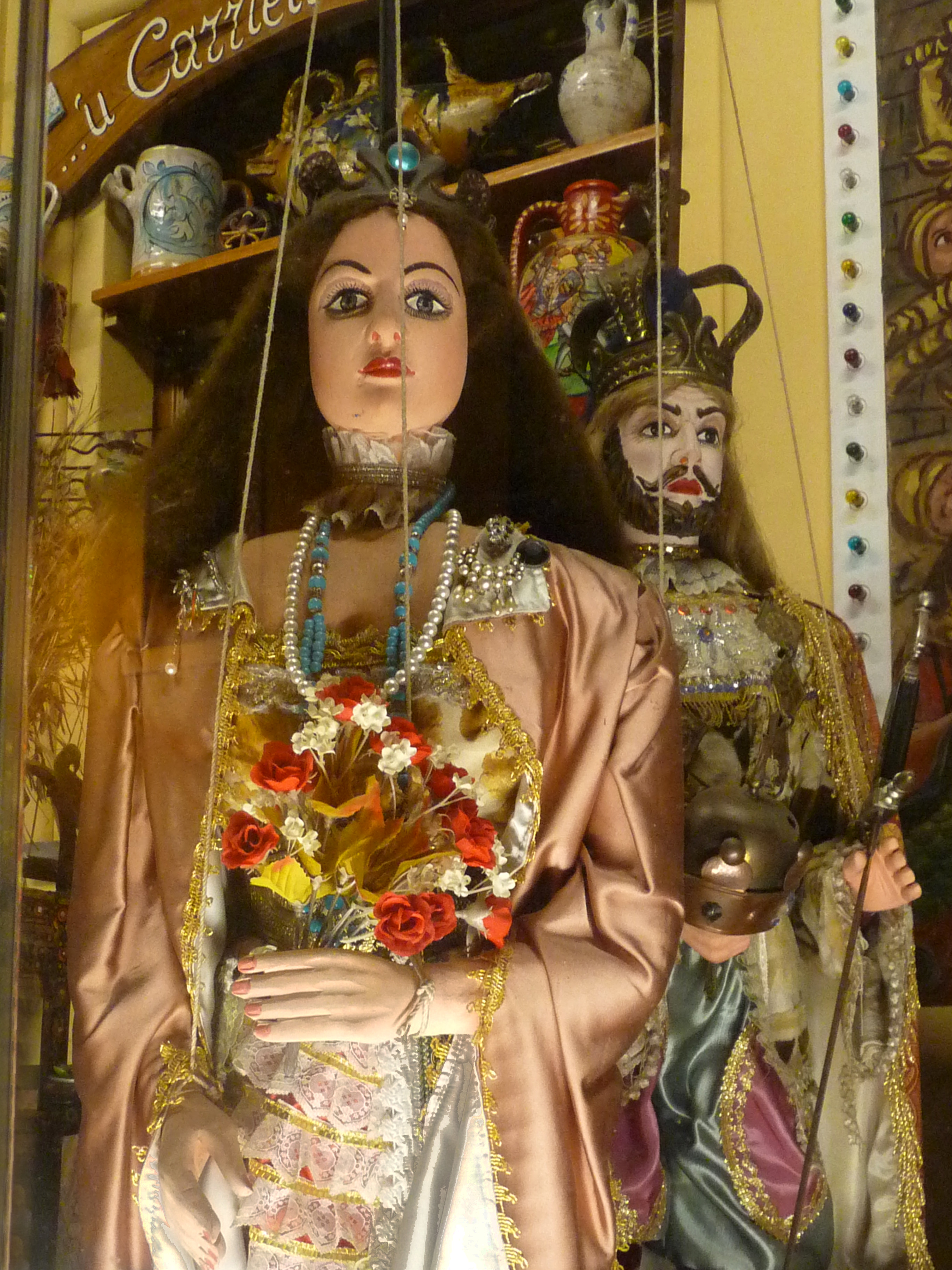
Angélique et Charlemagne.
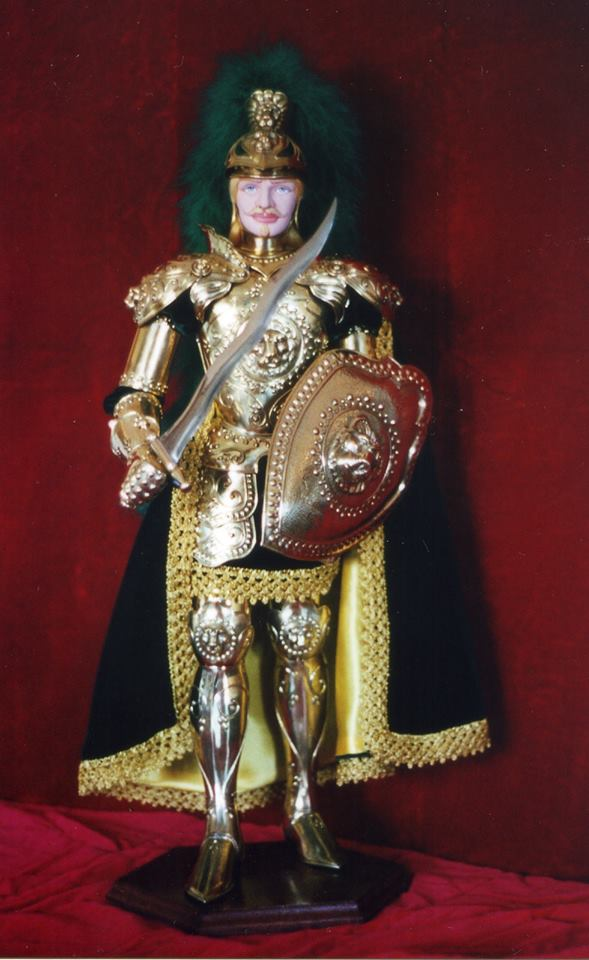
Renaud.

## Les réimpressions
- Giusto Lo Dico, Storia dei Paladini di Francia, 13 volumes, édité par Felice Cammarata, Trapani, 1971-1972.
- Giusto Lo Dico, Storia dei Paladini di Francia, 13 volumes, édité par Felice Cammarata, Clio editore, gruppo editoriale Principato, 1993-2000.